# Aeroportul Victoria Falls
Aeroportul Victoria Falls (IATA: VFA, ICAO: FVFA) este un aeroport din Victoria Falls, Hwange District⁠(d), Matabeleland North, Zimbabwe ce deservește zona Victoria Falls. A fost numit după zona deservită.
Situat la o altitudine de 1.064 m, aeroportul dispune de o singură pistă. Este operat de Civil Aviation Authority of Zimbabwe⁠(d).